# Mario Alberto Becerra Pocoroba
Mario Alberto Becerra Pocoroba (Ciudad de México, 10 de agosto de 1955 - 17 de junio de 2024), fue un abogado y político mexicano, miembro del Partido Acción Nacional, fue diputado federal de 2009 a 2012 y se desempeñó como rector de la Escuela Libre de Derecho.

## Biografía
Mario Alberto Becerra Pocoroba fue Abogado egresado de la Escuela Libre de Derecho, durante gran parte de su carrera se dedicó al ejercicio de profesión en diferentes despachos jurídicos, de 1990 a 1998 fue miembro del junta directiva de la Escuela Libre de Derecho hasta ser electo como rector de dicha institución para el periodo de 1998 a 2004, así mismo se desempeñó como catedrático de la misma escuela desde 1981 hasta el día de su fallecimiento.
En 2009 fue postulado por el Partido Acción Nacional y electo diputado federal por representación proporcional a la LXI Legislatura, cuyo periodo concluyó en 2012 y en la cual fungió como Presidente de la comisión de Hacienda y Crédito Público.